# Stenodus nelma
Il nelma o inconnu (Stenodus nelma (Pallas, 1773)) è un pesce d'acqua dolce della famiglia dei Salmonidi originario dell'Asia settentrionale, dell'Alaska e del Canada occidentale.

## Descrizione

### Dimensioni
È una specie di considerevoli dimensioni, che può raggiungere una lunghezza massima segnalata di 150 cm e un peso di 40 kg.

### Aspetto
Nel complesso somiglia molto al bieloribitza (S. leucichthys), con corpo robusto di aspetto slanciato e leggermente compresso lateralmente. Ha testa grande, di larghezza pari al 27-30% della sua lunghezza, e con distanza infraorbitale equivalente al 15-22% della lunghezza del capo. La bocca, posta in posizione terminale, è ampia e ha la mascella inferiore meno sporgente rispetto al bieloribitza. Le squame cicloidi sono numerose e debolmente inserite nel derma. La linea laterale è posta in posizione mediana sui fianchi. La pinna dorsale è alta e appuntita, la pinna caudale è bilobata e le pinne pelviche presentano un processo ascellare ben sviluppato. Il dorso è più o meno scuro, di colore variabile da nero-bluastro a marrone-verdastro; i fianchi sono progressivamente più chiari procedendo verso il ventre, di colore bianco argenteo. Nelle cellule dermiche sono presenti microcristalli che danno alla parte esposta delle squame e alle ossa opercolari un colore argenteo metallico. Le pinne dorsale e caudale sono di colore grigio scuro, spesso quasi nero; le altre pinne sono traslucide, di colore grigio più chiaro.

## Biologia

### Comportamento
È una specie eurialina e migratrice anadroma. Esistono popolazioni marine anadrome, semianadrome e residenti in acqua dolce nei fiumi e nei laghi più grandi. Le popolazioni marine vivono in ambiente pelagico in acque con salinità non superiore al 20‰. In acqua dolce frequentano grandi laghi e fiumi planiziali e pedemontani di grande portata, con acque fredde, di temperatura non superiore a 16 °C. Le popolazioni anadrome trascorrono gran parte della vita in mare, anche piuttosto lontano dalla costa. Migrano nei fiumi per riprodursi in acqua dolce, risalendo i corsi d'acqua anche per considerevoli distanze. La risalita dei riproduttori comincia all'inizio della primavera, con il principio del disgelo, e le aree di fregola vengono raggiunte generalmente in autunno. Durante la risalita gli adulti non si alimentano. La fregola si svolge in settembre/ottobre. Dopo la riproduzione gli adulti riprendono ad alimentarsi per recuperare le forze, trascorrendo tutto l'inverno e la primavera successiva nel corso superiore dei fiumi, per scendere a valle e fare ritorno al mare in estate. Di solito gli adulti si riproducono una o due volte nell'arco della loro vita, normalmente a intervalli di due o tre anni; solo in casi eccezionali risalgono una terza volta i fiumi. Le popolazioni lacustri risalgono gli affluenti per la fregola. Le forme residenti nei fiumi coesistono con quelle anadrome in molti fiumi dell'America settentrionale. A seconda della popolazione e della disponibilità di cibo i giovani migrano a valle subito dopo la nascita oppure si trattengono per 2-3 anni in acqua dolce.

### Alimentazione
La dieta degli adulti è esclusivamente ittiofaga. Durante i primi mesi di vita gli avannotti si cibano di zooplancton e iniziano a predare crostacei, larve di insetti e altri avannotti nell'estate del loro primo anno di vita. Nel secondo anno la dieta degli immaturi è quasi interamente costituita da pesci. Gli adulti sono predatori opportunisti: la composizione della loro dieta varia da una zona all'altra e dipende dalla disponibilità di cibo. Si nutrono di una grande varietà di pesci, incluse numerose specie di coregoni, esemplari immaturi di salmoni, trote, lucci e bottatrici, lamprede e spinarelli.

### Riproduzione

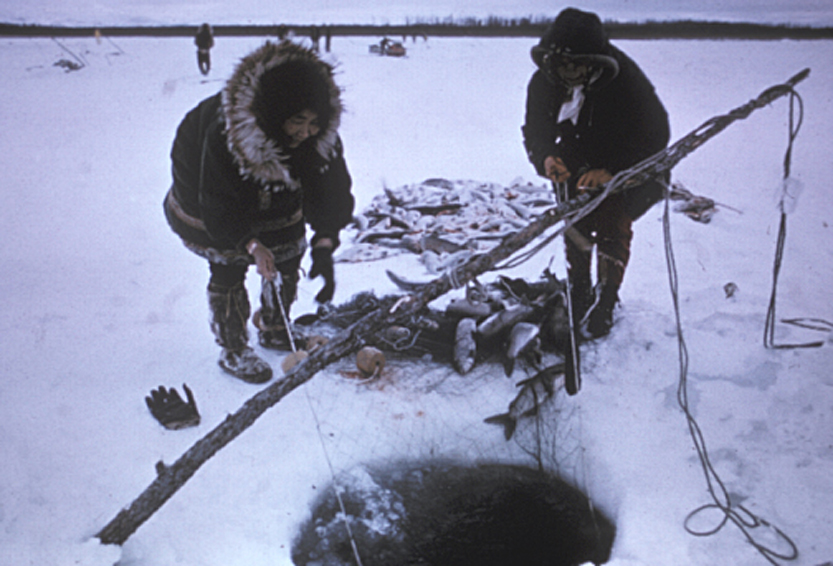
Pescatori inuit catturano nelma nel rifugio faunistico di Selawik (Alaska).

La fregola si svolge dopo l'arrivo degli adulti nelle aree di riproduzione, di solito da settembre a ottobre. La deposizione avviene nelle zone principali del fiume, dove la corrente è più rapida, in acque profonde 2-3 m, sopra letti di ghiaia e pietrisco. Gli accoppiamenti iniziano di sera, normalmente all'inizio del tramonto, e si protraggono durante la notte. La femmina seguita da un maschio (raramente due o più) risale in superficie, muovendosi verso il tratto a monte del letto di fregola e rilasciando le uova, subito fecondate dal maschio mentre scendono verso il fondo. In seguito la femmina ritorna a valle e l'accoppiamento si ripete. Normalmente occorrono diversi passaggi prima che tutte le uova siano depositate. La fecondità è relativamente elevata: ogni stagione la femmina può produrre da 80.000 a 420.000 uova. Le uova sono piuttosto piccole (circa 2,4 mm); rispetto a quelle del bieloribitza non sono adesive e giacciono tra gli anfratti del substrato fino alla schiusa. Lo sviluppo embrionale richiede 250-260 giorni e le schiuse si verificano tra maggio e giugno. Alla nascita le larve misurano circa 12-14 mm.
L'età a cui viene raggiunta la maturità sessuale varia a seconda della popolazione. Le popolazioni anadrome si riproducono per la prima volta quando gli esemplari raggiungono la taglia di 60-90 cm, tra gli 8 e i 16 anni di vita (le femmine maturano generalmente 2-3 anni dopo i maschi). Le popolazioni di acqua dolce sono più precoci e hanno un ciclo vitale più corto: di solito i maschi sono maturi a 4 anni e le femmine a 5. L'età massima riportata è di 22 anni.
La specie è soggetta a malattie batteriche, come la peste enterica della bocca rossa (Yersinia ruckeri), e virali ed è ospite di vari parassiti. Durante i primi stadi di vita è preda di esocidi, percidi e grandi salmonidi. Rientra nella dieta di foche, otarie, cetacei e di cormorani, svassi, aironi e altri uccelli ittiofagi.

## Distribuzione e habitat
Il nelma è diffuso nei bacini afferenti al mar Glaciale Artico, dal fiume Ponoj (penisola di Kola, bacino del mar Bianco) ad est fino ai bacini dei fiumi Anadyr' (Siberia), Yukon (Alaska) e Mackenzie (Canada). È stato introdotto in vari bacini di Russia e Lettonia, senza però acclimatarsi.

## Conservazione
Il nelma risulta ancora molto diffuso, specialmente in America settentrionale. Le popolazioni dei fiumi europei e della Siberia sono in declino a causa della pesca eccessiva, spesso effettuata con metodi illegali, e di inquinamento di vario genere, tra cui sta diventando preoccupante il deterioramento ambientale legato all'inizio di attività estrattive petrolifere. Tuttavia il calo numerico della specie non ha raggiunto un tasso tanto elevato da farla catalogare tra le specie in pericolo o prossime alla minaccia.
È una specie di notevole interesse commerciale: la sua carne, ricca e delicata, viene ricercata per confezionare prodotti affumicati noti come «salmone bianco». Viene allevata in acquacoltura, sia per produzione di materiale da ripopolamento che per uso alimentare.
In Siberia è uno dei pesci utilizzati per la preparazione della stroganina, piatto di pesce crudo congelato tagliato in fette lunghe e molto sottili e consumato ancora ghiacciato.